# 杜济
杜济（法語：Douzy，法語發音：[duzi]），法国东北部城市，大东部大区阿登省的一个市镇，隶属于色当区，其市镇面积为20.2平方公里，2022年1月1日时人口数量为2,149人，在法国城市中排名第4,941位。
杜济位于阿登省东部，希耶尔河畔，是一个区域性的中心城市，多条公路在此交汇。

## 地名来源
“Douzy”一名的含义及来源均尚有待考证。

## 历史
杜济成立于2015年9月，由原杜济和迈里两个市镇合并而成，其中政府驻地为杜济，新市镇亦沿用此名。

### 杜济
杜济在古罗马时期就已成为一个驿站。公元8世纪后，杜济成为兰斯主教座堂的一处领地，此后几经易手，1547年成为色当亲王国的一部分。法国大革命后，杜济成为阿登省的一个市镇。工业革命期间，途径杜济的莫翁－蒂永维尔铁路建成通车，杜济火车站在二战前夕因客流较小而关闭。

### 迈里
迈里位于默兹河右岸，其早期及中世纪历史尚有待考证，法国大革命后成为阿登省的一个市镇。自19世纪后期以来，迈里的人口数量持续减少。

## 地理

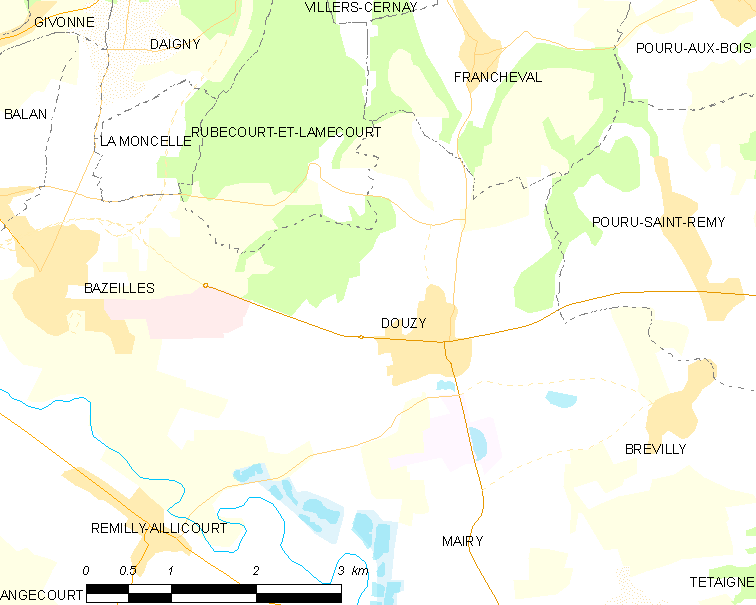
杜济市镇范围地图

杜济位于法国东北部，大东部大区西北部和阿登省东北部，距离省会沙勒维尔-梅济耶尔大约29公里。与杜济接壤的市镇包括：弗朗舍瓦勒、普吕圣雷米、布雷维利、穆宗、厄伊和隆比、泰泰涅、维莱德旺穆宗、勒米伊-阿伊库尔、巴泽耶。

### 地形
杜济位于阿登和洛林之间的过渡地带，境内以平原和浅丘为主，市镇中心地势较为平坦，整体地势自希耶尔河岸向北侧略有抬升，全境海拔在153到291米之间。

### 水文
杜济位于默兹河流域范围内，希耶尔河自东向西蜿蜒流经市区南部。

### 植被
杜济属于温带阔叶混交林区，林地主要分布于市区北部。
在鲜花城市的评比中，杜济被评为2星级鲜花城市。

### 气候
杜济在柯本气候分类法中属于带有大陆性特征的温带海洋性气候。

## 行政区划
杜济的市镇编号为08145，邮政编号为08140。
在行政管理方面，杜济隶属于法国大东部大区阿登省色当区；在地方选举方面，杜济隶属于卡里尼昂县，其市镇范围全境被划入阿登省第三选区；在社会管理方面，杜济是莱波尔特迪卢森堡市镇公共社区的组成部分。
截至2023年2月，杜济市镇范围内暂无城市敏感街区及城市政策优先街区。
法国国家统计与经济研究所（简称）在进行数据统计时，未将杜济划入任何城市核心区（Unité urbaine）及城市区（Aire urbaine）。自2020年起，杜济被划入包含32个市镇的色当城市辐射区。此外，还将杜济市镇整体看作一个“块区”（IRIS），以便于统计人口分布情况。

## 交通

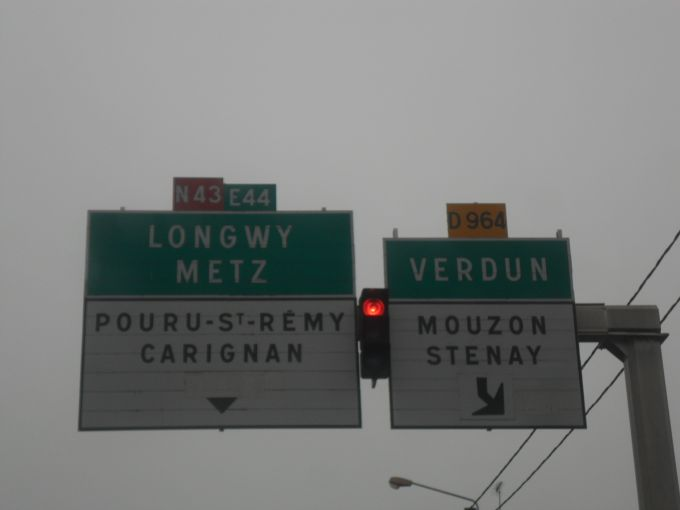
杜济镇中心的一处路牌

### 公路
阿登省省道D4线、D17线、D119线、D964线和D8043线在杜济境内交汇，大东部大区下属的城际客运提供巴士线路，可前往周边部分市镇。
2019年，82.6%的杜济家庭拥有至少一辆私人汽车。2017年，杜济境内共发生各类交通事故1起，造成1人受伤，其中1人重伤。
|  | 11 |

| 沙勒维尔-梅济耶尔 | 28 |

| 色当 | 9 |

| 斯特奈 | 25 |

### 铁路
杜济位于莫翁－蒂永维尔铁路上。距离杜济最近的运营中的客运铁路车站为色当站，该站停靠往返于沙勒维尔和蒂永维尔一线的区域列车。

### 航空
距离杜济最近的民用航空站为卢森堡机场，距离杜济市中心的公路里程约105公里。

### 城市公共交通
截至2023年2月，杜济暂无城市公共交通系统。

## 政治
杜济的现任市长为沙尔利娜·克洛斯女士（Charline CLOSSE），她是一名右翼无党派人士，在2020年的市政选举中获得了100.00%的支持率（无其他候选人）。
在2022年的法国总统大选中，法国极右翼政党国民阵线主席玛丽娜·勒庞在杜济获得了64.54%的支持率。

## 人口
2019年，杜济市镇人口数量为2,199，在法国排名第4,941位。其中男性1,073人，女性1,126人，75岁及以上人口占6.6%，外籍人口数量为27人，人口密度为172人/平方公里，当地居民被称为（男性）或（女性）。2020年，杜济境内出生15人，死亡人口16人。
| 杜济1901年－2020年人口变化情况 |
|                                |
| 数据来源：Cassini、INSEE       |

## 经济
杜济是一个区域性的中心城市。截止2023年2月，杜济市镇范围内共有各类用人单位（包含自雇）288家，平均历史为16年，其中98.68%为中小型企业（PME），2022年12月至2023年2月间，当地的经济活力指数为0.35%。（金属部件生产）、（农具销售）及（机械）是当地2021年营业额最高的三个企业，分别为17,467,049欧元、1,421,749欧元和728,687欧元。

## 财政与居民收入
2021年，杜济的财政收入总额为2,436,910欧元，财政支出总额为2,623,090欧元，当年的债务总额为2,159,180欧元。2021年，杜济市镇通过增值税获得2,570欧元的收入，此外当地还共获得了12,430欧元的国家直接财政补助。
2020年，杜济的人均月收入总额为2,138欧元，其中高级职员为4,075欧元，低于法国平均水平（4,230欧元）；中级职员为2,370欧元，低于法国平均水平（2,411欧元）；普通职员为1,632欧元，亦低于法国平均水平（1,740欧元）。
2019年，杜济境内的贫困率为15%，青壮年（15至64岁）失业率为15.2%；当地38.4%的家庭拥有纳税资格，平均纳税2,159欧元，低于法国平均水平（3,910欧元）。

## 社会事务

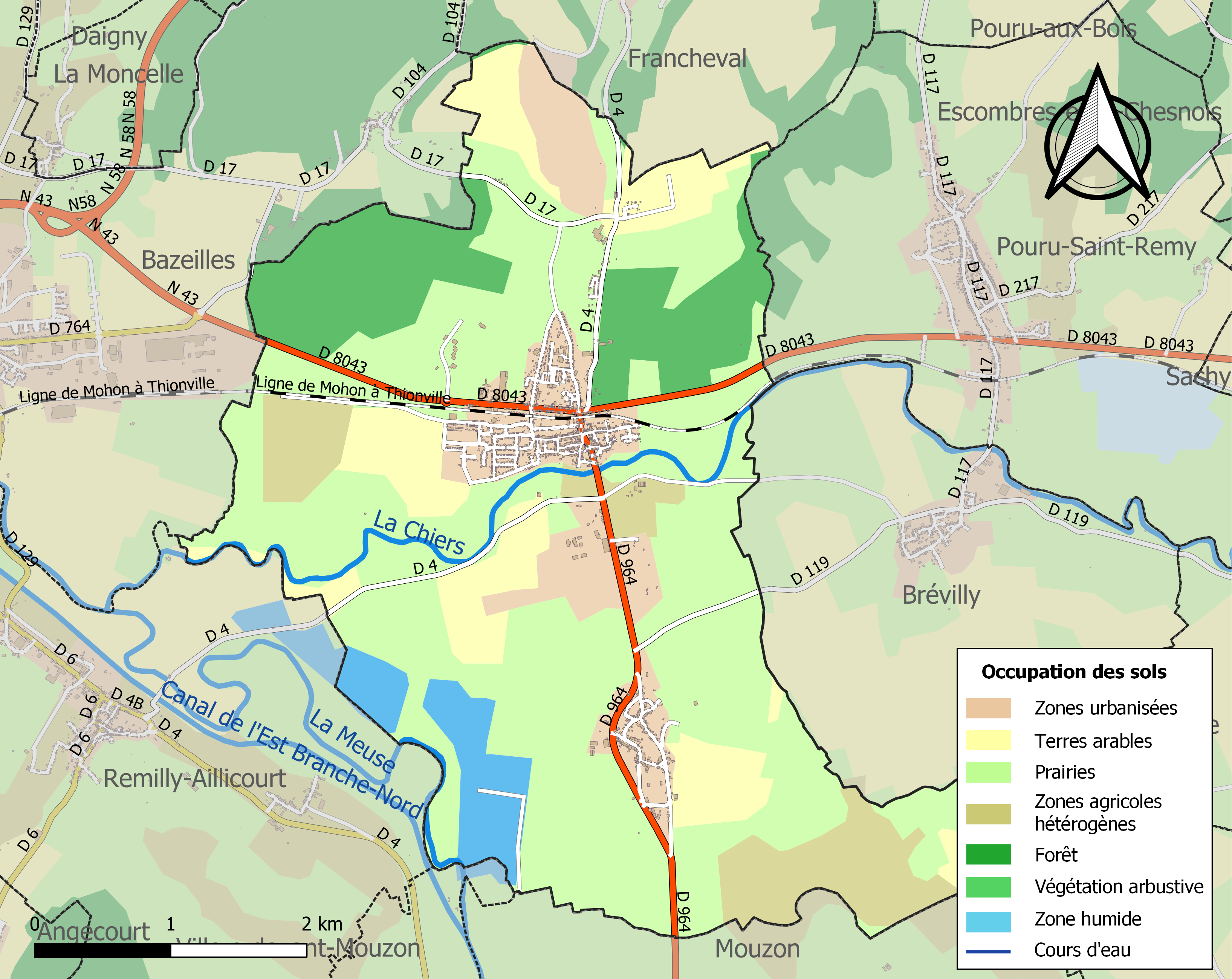
杜济土地利用情况地图

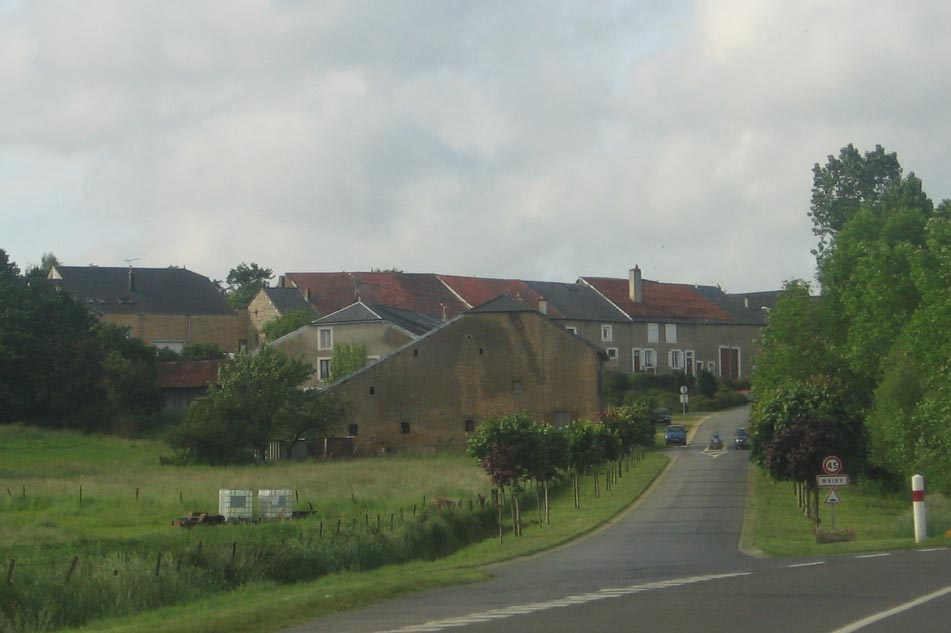
迈里街区

### 教育
杜济属于兰斯学区。截止2021年1月1日，杜济境内共有1所幼儿园、1所小学和1所初级中学。 2021至2022学年度，杜济境内共有在校中等教育阶段学生326名。

### 医疗
截止2021年1月1日，杜济境内共有全科医生5名、保健师3名、牙医2名和护士3名。境内共有药房1家。
距离杜济最近的区域性医疗机构为色当中心医院（Centre Hospitalier de Sedan），其主病区位于色当市区，距离杜济市区的正常车程大约13分钟，该院设有床位255个，是当地规模最大的公立综合性医院。

### 住房
2019年，杜济境内共有各类住房978套，其中83.4%为独立式居民区，16.4%为集中式居民区。常住房屋占杜济市镇范围内居民建筑总量的92.0%。
在住房保障政策方面，2021年，杜济境内共有160户家庭获得了住房经济补助，受益人数占总人口数量的7.3%，其中146份为房租补助。

### 商业
2021年，杜济境内共有各类实体商铺45家，其中餐厅4家、杂货店2家、面包房1家、美容美发店6家、汽车维修店4家。

### 体育
2021年，杜济境内共有1处网球场、1处马术场以及2处足球或橄榄球场。
截至2023年2月，谁住杜济（Qui Vive Douzy，编号540841）是杜济境内唯一的一家注册足球俱乐部，其主队2022至2023赛季参加大东部大区足球联赛丙组（法国第八级别），其主场为市政球场（Stade municipal）。

### 环境
杜济的环境事务由其所属的莱波尔特迪卢森堡市镇公共社区联合各级政府协调负责。2021年，杜济境内暂无污染企业。

### 治安
2021年，杜济市镇范围内有1处宪兵队。
杜济及其附近的共118市镇是色当国家宪兵队（zone gendarmerie de Sedan）的管辖范围。2020年，该宪兵队累计记录各类案件2,663起，其中盗窃类案件1,040起，经济类案件446起，毒品交易类案件224起。

## 文化

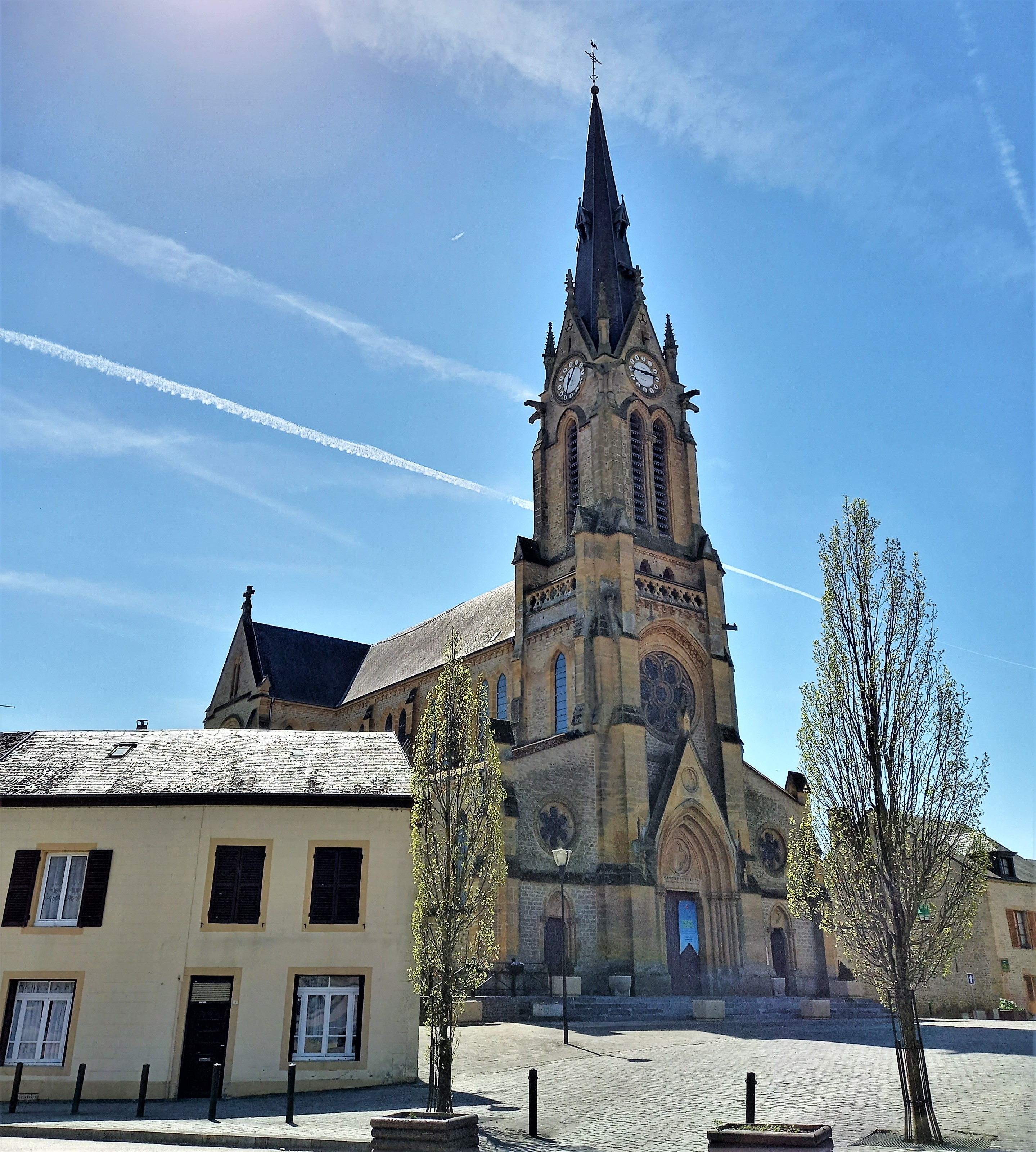
圣巴泰勒米教堂

2021年，杜济境内暂无任何文化设施。

### 建筑
杜济境内有多处历史建筑，其中镇中心的圣巴泰勒米教堂（Église Saint-Barthélemy de Douzy）是当地的地标性建筑物。

### 旅游
杜济的旅游事务由其所属的莱波尔特迪卢森堡市镇公共社区负责。2022年，杜济境内共有1家酒店共计23间房间；另有1个露营地，可容纳共65辆露营车。

### 媒体
法国主要的媒体均可在杜济接收，法国电视三台下属的大东部大区频道在部分时段播出杜济所在阿登省的地方新闻。

## 友好城市
截至2023年2月，杜济共与一座城市互为友好城市关系：
- 德国 默尔施巴赫